# حاج علي

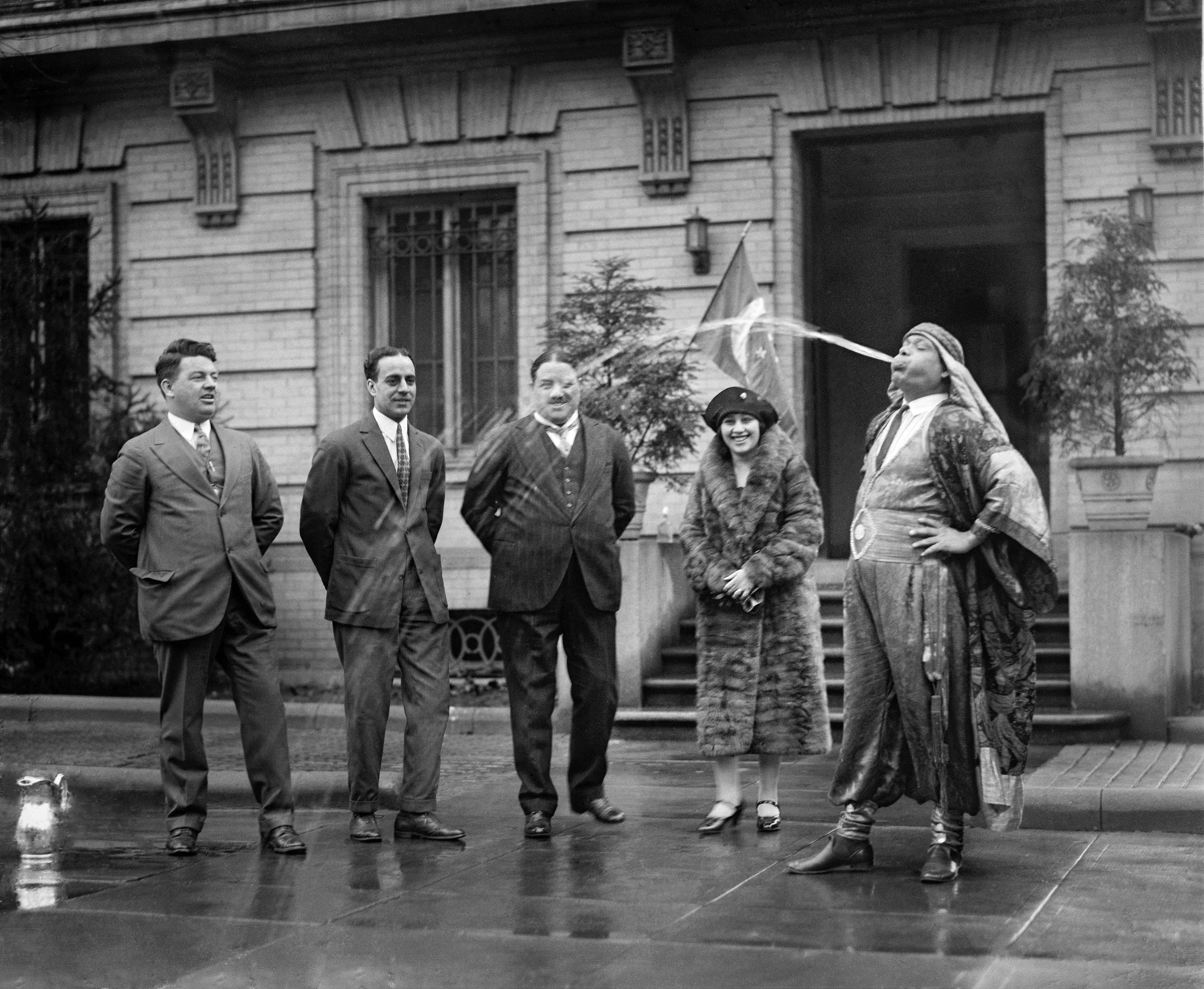
حاج علي أثناء إحدي عروضه: يقوم ببثق الماء بمهارة بارعة لتظهر كنافورة محكمة، والإنداهاش والسرور يصاحب وجه جمهوره

حاج علي (1888-1892 إلى 5 نوفمبر 1937)، فنان إستعراض مسرحي «حاوي»، يُرجّح أن يكون من أصل مصري. كان مشهوراً باستعراضاته المسلية والمحكمة. تضمنت أفضل عروضه نفخ النار وأكل الزجاج وابتلاع المسامير التي يتقيؤها بعد العروض بطلب من الجمهور.
كانت حيلة علي الأكثر شهرة هي شرب كميات وفيرة من المياه يليها مادة قابلة للاشتعال«الكيروسين»، ثم إخراج النيران من فمه وبثق السوائل علي أرض المسرح. وبينما كانت تنفذ هذه الحيل كان يوجد جزء من المشاهدين يُدعون لمشاهدة العرض عن قرب ليتأكدوا من عدم وجود خداع بصري،
و بالرغم من أنه لم يكتسب شهرة واسعة، إلا أنه كان له عرض مسرحي مخصص في الولايات المتحدة، كما أنه قام بتأدية عروض لرؤساء الدول بمن في ذلك القيصر الروسي نيقولا الثاني.
و قد قال عنه جودي غارلند أنه من أحد الممثلين المسرحيين المفضلين لديه، بينما قال ديفيد بلين أن علي هو ساحره المفضل.
تم اقتطاع أجزاء من عروضه وعرضها في أفلام مثل الفيلم القصير (Strange as It Seems) سنة 1930 ، والفيلم الأسباني (Politiquerias) وهو النسخة الإسبانية لفيلم لوريل وهاردي (Chickens Come Home) سنة 1931 .
كما فيلمين وثائقيين يحتويان علي صور لعلي، أُخذوا من (Politiquerias) ومن إستعراض مسرحي له في عام 1999.
أدت قدرات علي الغير الاعتيادية وخاصة صلابة معدته وقدرتها علي تحمل ابتلاع أشياء غريبة إلى انتشار شائعات تقول أن معهد روكفلر عرض على علي مبلغاً كبيراً من المال مقابل حصولهم علي معدته بعد وفاته لكنه رفض وعندما توفي في إنجلترا، عُرض جثمانه علي جامعة جون هوبكنز للدراسة والتشريح.

## نشأته
ولد حاج علي في أسرة من الطبقة العاملة. 
جاءت شهرته من ممارسة العروض المسرحية، التي عُرفت باسم «عرض القلس»، والتي تنطوي على ابتلاع المواد أو الأشياء الغريبة وقلس بطرق مختلفة. (القلس: أي اللعب بالألعاب المسلية بين يدي القوم ترويحاً لهم/أو التقيؤ).
كان علي قد أوضح في إجابته علي إحدي الأسئلة في مؤتمر عقد في مستشفي سانت ماري في نيجيريا،  إنه كان مدركاً منذ صغره أن لديه قدرات غير عادية، وخاصة في معدته.
و بعد وفاة علي أوضحت إبنته ألمينا علي في لقاء لها، أنه قد تم اكتشاف قدرات علي عن طريق الصدفة في حادث بسيط  بينما كان يستحم في نهر النيل، حيث قام بابتلاع سمكة وكمية وفيرة من المياه، ولكنه لم يمت كما اعتقد البعض بل قام بتقيؤ ما إبتلعه فقط دون أن يصاب بأي سوء. في سن الخامسة عشر، أدرك علي  أن مهارته في ابتلاع الأشياء الغريبة وقوة تحمل معدته، من الممكن أن تكون وسيلة كسب رزق وترفيه للناس. قال حاج علي 
| ”        | لقد قمت بإقامة حيلي للمرة الأولي في الشارع، حيث قمت بابتلاع كمية وفيرة من المياه ثم إخراجها مرة أخرى من الفم، لتبدو كشكل النافورة التي تمتد من أول الشارع إلى آخره، وفي إحدى الأيام قام مالك قهوة بمطاردتي في الشارع، فظننت أنه يريد توبيخي ولكنه لم يفعل ، بل قام بإعطائي نقود وطلب مني إعادة عرضي ثانية، وفي النهاية كان سعيداً للغاية لدرجة أنه طلب مني القدوم إلى قهوته وتسلية الزبائن 7. . | “ |
| —حاج علي | |   |

أثناء ممارسته لعروضه في الشارع قابل رجلا إيطالي الجنسية في القاهرة، وطلب منه توقيع عقد لتأدية عروضه في صالة للعروض الترفيهية، وقام بتأدية عروضه في جميع أنحاء أوروبا وفي بعض الأحيان إلى رؤساء الدول أيضاً. ووفقاً لما قاله علي لقد أُستدعي من قبل القيصر الروسي نيقولا الثاني لتأدية عرض في القصر الشتوي في سانت بطرسبرغ في روسيا. وقال علي أنه من المؤكد أن قيصر روسيا أُعجب بعرضه؛ حيث أعطاه وساما خاصا، وهو إحدى ممتلكات علي الثمينة. وفي أعقاب الحرب العالمية الأولى بدأ علي في إدارة شؤونه الخاصة، وجال العالم لتعلم المزيد من الحيل.

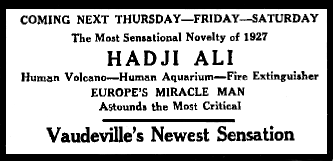
ملصق دعائي في 11 أغسطس 1927، طُبع من قبل The North Adams Evening Transcript ، يوضح وجود عرض مسرحي في مسرح الإمبراطورية

ذهب علي إلى الولايات المتحدة الأمريكية مع إبنته ألمينا  وكانت تعمل كمساعدة له وعرفت في عروضه باسم الأميرة، في عام 1920  قاموا بتأدية عروض سوياً في المهرجانات والاحتفالات والمسارح  ، وكان يُعلن عن هذه العروض تحت اسم حاج علي وشركائه
وإعجاباً به أطلق عليه الجمهور بعض الأسماء منها: «الرجل المصري المعجزة»  ، «المصري الغامض»  ، «رجل مثل حوض السمك»  ، «الرجل البركاني»  ، «علي هو رقم 9 في عجائب العالم». ولقد وُصف بأنه رجل ضخم وعريض البنية، لديه لحية وشارب، وهذا الوصف يرجع إلى أصله العربي.
و بالرغم من أنه كان يتحدث عدة لغات  وكان حاصلا على الجنسية الأمريكية  ، إلا أنه لم يكن يتحدث الإنجليزية، وكان أُميّا أيضاً فعملت ألمينا كمترجمة له. بعد أن أصبح مشهوراً، أول شيء قام به هو تعيين هوبير جوليان ،  الذي كان عقيداً سابقاً في سلاح الجو الحبشي، مديرا له.

## أداؤه
«نفث المياه» (أي ابتلاع المياه وإخراجها مرة أخرى من الفم لتظهر كما تخرج من نافورة) كانت الفقرة الرئيسية في عروضه حيث كان يبتلع كمية وفيرة من المياه (من 60 إلي 100 كوب) يقوم بنفثها على دفعات و بمعدل ثابت، يستمر لفترة من الوقت تصل أحياناً إلي دقيقة كاملة. من إحدى حيله المعروفة أيضاً ابتلاع البندق الغير مقشر- من 30 إلي 50 واحدة تقريباً- وأحيانا كان يستخدم جوز البيقان* بدلاً من البندق واللوزأيضاً.
- (جوز البيقان هو نوع من أنواع المكسرات، يُقال إنه جوز أمريكي يشبه عين الجمل، "pecan")[17]

و في حيلة أخرى كان يبتلع عدة مناديل -من 3 إلي 6 تقريباً-، بألوان مختلفة ومن ثم يقوم بإظهارها مرة أخري تبعا للون الذي يختاره الجمهور.
سنة 1929 نشرت مقالة في جريدة "Lowell Sun" تكهن فيها الطّبيب موريس فيشبين أن خدعة علي في إظهار المكسرات بأنواعها المختلفة على شكل جديلة من فمه، تكمن في تخبئتها في فمه بدلا من ابتلاعها. وأشار فيشبين أيضا ً إلي أن بعض «المحققين» المجهولي الهوية يعتقدون أن خدعة علي الخاصة بالمناديل تكمن في وضعة لنكهات اصطناعية لكل لون منديل ومن ثم معرفة لون المنديل تبعا للنكهة وإظهاره تبعا لاختيار الجمهور. كانت عروضه تتخلّل أيضا فقرات يقوم فيها بابتلاع أسماك وفئران حية، وساعات، وعملات معدنية وورقية، ومجوهرات، وبذور الخوخ، وأحجار، وأزرار، وكرات بلياردو، وأشياء كثيرة غريبة غير ذلك. 
و في جزء من عروضه كان يقوم بوضع ثمان سيجارات مشتعلة في فمه، وبدلا من استنشاق الدخان يقوم بتخزينه في فمه لفترة من الوقت، ومن ثم دفعه وكأنه بركان ثائر.
كان عرض علي الختامي قد استمر فترة طويلة من الزمن ابتلع خلاله كمية وفيرة من الماء ولكن هذه المرة مع مصاحبة نصف لتر تقريبا ً من الكيروسين  (سائل قابل للاشتعال)  ووضع مجسما مصغرا لمنزل أو قلعة من المعدن على منضدة،  وبداخله يوجد فتيل لإشعاله. علما أن الكيروسين كان ممزوجا في معدته مع المياه وفي نفس الوقت  أقل كثافة منها، وبذلك كان الكيروسين قد طفى أولاً في أمعاءه ليقوم بإخراجه من فمه على مدى بعيد وكأنها نافورة، لتصل الي المجسم تاركاً إياه يشتعل. وحين ينفذ الكيروسين، كان يقوم ببثق المياه ليصل ارتفاعها إلي ستة أقدام تقريباً ليقوم بإطفاء النيران المشتعلة. وفي بعض من العروض كان يتم دعوة مجموعة من الجمهور علي المسرح «وكأنها هيئة من المحلفين»، ليتحققوا بأنفسهم من عدم وجود آلية في الخدع وأن عليا كان يقوم حقا بابتلاع هذه الأشياء الغريبة ويقوم باستردادها عن طريق عملية القلس والتقيؤ. 
في بعض الأحيان، أثناء عرض حيلة بلع الجوز، كان يقوم علي بالمشي وسط الجمهور، مرتدياً زيا يكشف بطنه، ومن ثم يدعو الجمهور ليربتوا علي بطنه ليتمكنوا من سماع خشخشة الجوز.
أشار الفنان المشهور والساحر هاري هوديني في كتابه عام 1920 " Miracle Mongers and Their Methods " أن عرض نفث المياه لا يمكن أن يفشل في إثارة اشمئزاز الجمهور الحديث. وقد أذهلت قدرات علي السلطات العامة واللجان الطبية،  ، ذُكر في سنة 1928 في مقالة في جريدة "Sheboygan Press" أن مجموعة من الأطباء قاموا بفحص علي أثناء إحدى عروضه، وقام علي بشرب وتقيؤ المواد والأشياء كما ادعى، فظلوا مندهشين من هذا العرض الإستثنائي. ووفقاً لمقال نُشر في جريدة "Naugatuck Daily News" تم إحضار ثلاث أطباء من ثلاث قارات مختلفة لفحص علي ولكن كل ذلك دون جدوى، لأنهم دهشوا أيضاً من قدراته في التحكم بمعدته البعيدة عن الواقعية.

### أفلام
الأفلام التي ظهر فيها الحاج علي:
ظهرت بعض عروض حاج علي في فيلمين:
فيلم قصير Strange as It Seems ، عام 1930 ، وفيلم 'Politiquerias' عام 1931 ، وهو النسخة الإسبانية المطولة لفيلم لوريل وهاردي Chickens Come Home. وظهر أيضاً في دور صغير "كمالك تركي" في فيلم وارنر برذرز. وفي 1932 في فيلم Scarlet Dawn بطولة دوغلاس فيربانكس، وجونيور، ونانسي كارول. كما يوجد فيلمين وثائقيين يحتويان صوراً لعلي من فيلم Politiquerias: هم "Gizmo" 1997 أي "الأداة"، وVaudeville" 1999 أي الاستعراض المسرحي،  وهذا الفيلم الوثائقي من إنتاج KCTS-TV التي قدمت حوالي 90 عرضا مسرحيا على مدى أكثر من ساعتين متواصلين. وقد بُث الفيلم عدة مرات منذ أن أذيع علي التلفزيون الوطني الأمريكي.
أوضح كاتب الاستعراض المسرحي والمنتج التنفيذي بالحديث عن طبيعية الإستعراض المسرحي للفنان الاستعراضي والمؤدي علي، في ضوء عملية الاستعراض مع الإشارة إلى أن «هذا الفيلم ضم أشياء كثيرة بداية من كاروسو إلى الرجل المعجزة القادر علي التقيؤ من فمه». وعلى النقيض من ذلك في الحلقة 30 من برنامج Iconoclasts في قناة Sundance Channel وقد كان ديفيد بالين يتحدث بحماسة شديدة عن الحاج علي، وخلال الحلقة قام ديفيد بالين بعرض عرض علي الخاص بالكيروسين والماء أمام الفنان تشالك كلوز، من الفيلم الأسباني Politiquerias، وأوضح بالين أن علي «هو ساحره المفضل... وأن خدع علي حقيقية ولم يكن أحد قادرا ً من قبل علي على فعلها... وعلي هو المفضل لديه في جميع الأوقات...».

### وفاته
توفي الحاج علي في 5 نوفمبر، عام 1937، في وولفرهامبتون في إنجلترا، بسبب خلل في القلب ونتيجة لالتهاب في الشعب الهوائية. وعمّت عند وفاته شائعة تقول أن معهد روكفلر أراد شراء معدة علي، وأنّها على إستعداد لدفع مبلغ 50,000 دولار مقابلها.
كانت هذه الشائعة قد ظهرت في حياته في ملصق دعائي يعلن عن عرضه المرتقب في المسرح. وبعد وفاته عادت الشائعة مرة ثانية للظهور كعرض جاري بمبلغ 10,000 دولار. وحين سُئل مدير معهد روكفلر عن هذه الواقعة، أجاب بأن هذا العرض ليس صحيحا وأنّه لم يتم تقديمه وبالرغم من ذلك فإنهم علي أهبة الاستعداد ويسعدهم أن يقوموا بفحص الجثمان. وقامت إبنته ألمينا وجوليان بنقل الجثمان إلى الولايات المتحدة الأمريكية علي متن السفينة كوين ماري. 
و وفقا ً لما نشر فور وصولهما في جريدة New York Post في 29 نوفمبر 1937، قامت ألمينا بعرض جثمان والدها علي جامعة جون هوبكنز في ماريلاند، ليتم التحقيق والفحص من قِبل الجراحين، وبعد ذلك تم نقله إلي مصر لتنم إجراءات الدفن.